# جلين جونز
جلين جونز (بالإنجليزية: Glyn Jones)‏ (1958 في المملكة المتحدة - ) هو مدرب كرة قدم ولاعب كرة قدم بريطاني في مركز حراسة المرمى. لعب مع أستون فيلا وشروزبري تاون وفوريست غرين ونادي بريستول روفيرز ونيوبورت كونتي ويوفل تاون ونادي باث سيتي ونادي غلوستر سيتي وAlbion Rovers F.C. (Newport) ‏ وNewport YMCA A.F.C. ‏.